# Droits de l'homme au Cameroun
Les droits de l'homme au Cameroun sont abordés dans la constitution. Toutefois, le rapport de 2009 sur les droits de l'homme du département d'État des États-Unis a fait état de préoccupations concernant les irrégularités électorales, la torture par les forces de sécurité et les arrestations arbitraires.

## Torture au Cameroun
La torture au Cameroun est une pratique documentée, particulièrement répandue durant la période coloniale française, en particulier après mai 1955, et se prolongeant sous le régime postcolonial. Elle était un instrument clé dans la répression des mouvements indépendantistes et d'opposition, notamment l'Union des populations du Cameroun (UPC). Bien que les archives officielles et militaires tendent à minimiser ou à omettre ces violences, de nombreux témoignages et rapports de l'époque révèlent leur étendue et leur brutalité.

### Histoire
La France, en tant que puissance mandataire puis tutélaire au Cameroun, a joué un rôle déterminant dans l'établissement et la systématisation des méthodes de torture. Des agents de renseignement français, des administrateurs et des militaires ont été impliqués dans la formation et l'encadrement des forces de "maintien de l'ordre" camerounaises. Après les violents événements de mai 1955, les autorités coloniales ont intensifié leurs actions répressives, s'appuyant sur une "doctrine de la guerre révolutionnaire" et l'"action psychologique" pour démanteler l'UPC. Des unités comme les Brigades mixtes mobiles (BMM) et les services de la Sûreté, avec des figures telles que Georges Conan, André Gerolami, Ernest Charoy ou Henri Grattarola, sont identifiées comme des instruments clés de cette répression, utilisant la torture lors des interrogatoires.
La torture n'était pas limitée aux postes de police ou de gendarmerie ; elle était également une pratique courante et "banalisée" dans les prisons du territoire. L'accès aux archives judiciaires et carcérales reste difficile, mais les documents de l'UPC clandestine et les pétitions envoyées aux Nations Unies ont permis de documenter de nombreux cas d'abus, de disparitions et de décès en détention. Le transfert de ces pratiques violentes et coercitives au régime camerounais indépendant est qualifié de "legs colonial", routinisant la violence politique et ses méthodes, même après le départ des coopérants français.

### Cas notables de tortures
Plusieurs cas et témoignages mettent en lumière les types de tortures pratiquées et leurs victimes :
Théodore Mayi Matip : Président de la Jeunesse Démocratique du Cameroun (JDC), arrêté en mai 1955, il a subi de graves sévices corporels, au point d'être "paralytique". Il a été détenu dans des conditions inhumaines, notamment à la prison de New-Bell et plus tard dans la "prison-enfer" de Maroua, où il a été "soumis à la torture la plus sauvage et la plus cruelle".
Maurice Samo : Ce journaliste a décrit des cellules surpeuplées, des passages à tabac violents entraînant des nez fendus, des yeux crevés et des troubles mentaux chez les détenus.
Chrétien Dzukam, Sébastien Ndefo et Sylvestre Taboue : Arrêtés en novembre 1955, ils ont été forcés de s'agenouiller sur une lime, battus et contraints de signer des aveux préparés à l'avance sous la contrainte.
Joseph Toukam : Chef de village, il a été roué de coups de bâtons pendant des heures par la police à Kekem en 1958 et détenu du jour au lendemain, évoquant un "trauma".
Marthe Bahida : Vice-présidente de l'Udefec, déportée à Mokolo, elle a été soumise au "régime d'eau salée" pendant deux semaines et a accouché en détention dans des conditions précaires.
Monique Kamen et Marguerite Ngoy : Des femmes ont subi des violences extrêmes, y compris des coups à l'abdomen entraînant des avortements, des cheveux et poils arrachés, des traînées nues, le supplice de l'eau chaude et des mutilations génitales, notamment l'aspersion de carburant et la brûlure des parties génitales.
Jean Yegba : Militant de l'UPC, il est décédé en prison en septembre 1957 des suites de ses blessures, ayant été battu et laissé sans soins.
Ernest Ouandié et Albert Ndongmo : Lors des procès de Yaoundé en 1970-1971, des rapports ont confirmé que Ouandié avait été torturé et que Ndongmo avait été menacé de torture pour le forcer à signer des procès-verbaux. Plusieurs co-accusés ont rétracté leurs aveux, affirmant qu'ils avaient été extorqués sous la menace et les sévices des BMM. Des femmes liées à Ndongmo ont également été arrêtées et menacées de torture.
Pratique du "Tcha-tcha" : Une forme de torture qui impliquait de jeter les personnes insoumises dans un trou rempli d'eau. Cette pratique était utilisée à la fois par les combattants maquisards et par les forces gouvernementales dans les camps de regroupement.
Chutes de la Metche : Associées à des cas de disparitions et de décès de militants, notamment Jacob Fossi. Des récits indiquent que des corps de détenus étaient jetés du haut de ces chutes, une pratique difficile à documenter dans les archives officielles.
Les méthodes de torture rapportées incluaient les bastonnades, la flagellation, l'asphyxie, la simulation de noyade ("la baignoire"), la suspension au plafond, le "bac en ciment" et l'utilisation de l'électricité ("la gégène"). Des disparitions de détenus, certains corps jetés dans les cours d'eau ou décapités, ont également été signalées, en particulier en Sanaga-Maritime et dans la région Bamiléké. Les témoignages directs et secondaires sur ces pratiques ont révélé des traumatismes profonds et des blessures physiques durables chez les victimes.

## Questions
Un rapport de 2002 de l'organisation caritative britannique Freedom from Torture indique que "la prévalence de la torture au Cameroun était telle qu'elle a justifié une visite du pays par le rapporteur spécial des Nations unies sur la torture en 1999. Il a décrit le recours à la torture au Cameroun comme étant « généralisé et systématique ».
Dans son bilan annuel 2012, Freedom from Torture déclare avoir reçu 33 renvois de survivants de la torture en provenance du Cameroun pour des traitements cliniques ou d'autres services.
Amnesty International a fait état de préoccupations concernant les violences commises par les forces de sécurité. En 2009, une centaine de civils ont été tués lors de manifestations.
En avril 2010, Germain Cyrille Ngota Ngota, rédacteur en chef du Cameroun Express, est mort en détention à la prison centrale de Kondengui. Il avait été incarcéré en attendant son procès en février 2010 avec les rédacteurs en chef de deux autres journaux, pour avoir prétendument « falsifié ensemble » la signature d'un fonctionnaire présidentiel. L'un des rédacteurs en chef a déclaré que le document en question avait simplement été joint à une demande d'interview, tandis que le journaliste à l'origine du document était en fuite. La Fédération des journalistes africains, après avoir visité le pays, a décrit le Cameroun en mai 2010 comme « l'un des pires geôliers de journalistes en Afrique ».
En 2020, le Cameroun « poursuit actuellement les comportements homosexuels consensuels de manière plus agressive que presque tous les pays du monde ».
Le 27 juin 2022, Human Rights Watch (HRW) rapporte que des séparatistes armés ont tué et blessé des personnes, violé une fille et commis d'autres violations graves des droits de l'homme dans les deux régions anglophones du Cameroun - le Nord-Ouest et le Sud-Ouest. Les séparatistes incendient également des écoles, attaquent des universités et enlèvent jusqu'à 82 personnes, apparemment sans craindre de devoir rendre des comptes à leurs propres dirigeants ou aux forces armées camerounaises.
Le 4 juillet 2023, Amnesty International fait état des « atrocités » dont sont régulièrement victimes les civils de l'ouest du Cameroun, notamment des exécutions, des tortures et des viols, commis par les forces de l'ordre et les séparatistes armés en conflit dans cette région majoritairement anglophone.
En mars 2024, L'ONG Human Rights Watch (HRW) dénonce une « répression acrue » du pouvoir camerounais contre l'opposition, après que le gouvernement de Paul Biya a déclaré « illégal » le regroupement de ses principaux partis dans deux plaques-formes.
En novembre 2024, les ONG Mandela Center et « Nouveaux droits de l’homme » dénonce le passage du Cameroun devant le comité contre la torture des Nations unies. Pour ces ONG, le gouvernement Camerounais fait du négationnisme concernant la torture au Cameroun.